# 12 mai 1932
Le jeudi 12 mai 1932 est le 133e jour de l'année 1932.

## Naissances
- René Ramos Latour (mort le 30 juillet 1958), responsable de la guérilla
- Baby LeRoy (mort le 28 juillet 2001), enfant acteur américain
- Umberto Bindi (mort le 23 mai 2002), chanteur italien
- Roger Lestas (mort le 10 avril 2010), homme politique français
- Aleksander Abłamowicz (mort le 29 janvier 2011), universitaire polonais
- Massimo Felisatti (mort le 7 septembre 2016), réalisateur, scénariste et écrivain italien
- Julienne Salvat, enseignante, femme de lettres et comédienne

## Décès
- Jacques Piou (né le 6 août 1838), homme politique français
- Maurice de Féraudy (né le 3 décembre 1859), réalisateur français

## Autres événements
- Inauguration du George Washington Masonic National Memorial